# Палены
Па́лен  (фон дер Па́лен, нем. von der Pahlen) — род остзейского дворянства, бароны и графы.
По одному из предположений, общего корня с родом Коскуль. Внесены в дворянские матрикулы всех трех прибалтийских губерний.

## Происхождение и история рода
Фамилия von-der-Pahlen старинная, приняла начало в Германии и из Померании, в XV веке перешла в Остзейские области.
Госвин фон дер Пален каноник в Феллине (1424), а Дитрих и Вильгельм были комтурами Тевтонского ордена — первый в Ревеле (1470), второй в Виндау.
Фон-дер-Палены: Георг, Иоанн, Керстен участвовали в союзе рыцарей против восстания вассалов (1523). Дитрих фон-дер-Пален заседал в качестве уполномоченного представителя гроссмейстера ливонского ордена, на Аугсбургском сейме Римской империи (1530).
Король шведский Карл XI возвёл (18 октября 1679) в баронское Шведского королевства достоинство шесть братьев Пален:
1. Иоанна-Андерса — имевшего от брака его с Варварою-Еленою фон Розен сына и дочь (все четверо утонули близ Ревеля (1696).
2. Богуслав —   шведский полковник, подписал капитуляцию Ревеля Петру I (1710), не оставил мужского потомства.
3. Густав-Христиан —  умер († 1736).
4. Отто-Магнус.
5. Фридрих-Адольф —  умер в плену в России.
6. Карл-Детлоф.

## Известные представители в Российской империи
графский род
- Пален, Пётр Алексеевич (нем. Peter Ludwig von der Pahlen; 1745—1826) — генерал от кавалерии (1798), граф (с 1799), один из участников заговора против императора Павла I. — графский титул получил 22 февраля 1799 года от Павла I. Ему принадлежали в Курляндии имения Гросс-Экау и Кауцминде[1].
  - Пален, Пётр Петрович («Пален 1-й»; 1777—1864) — генерал от кавалерии, участник Отечественной войны 1812 г.; в конце жизни — член Государственного и Военного советов.
  - Пален, Павел Петрович («Пален 2-й»; нем. Paul Carl Ernst Wilhelm Philipp von der Pahlen; 1775—1834) — генерал от кавалерии (1828), участник Отечественной войны 1812 г.
  - Пален, Фёдор Петрович (нем. Friedrich Alexander von der Pahlen; 1780—1863) — дипломат, посол в США, Бразилии и Баварии.
  - Пален, Иван Петрович (1784—1856)

- Пален, Константин Иванович (1833—1912) — псковский губернатор, министр юстиции.
  - Пален, Константин Константинович (1861—1923) — виленский губернатор.

- Пален, Павел Петрович (1862—1942) — бауский уездный предводитель дворянства, член Государственного совета.

- Пален, Алексей Петрович (1874—1938) — генерал-лейтенант, участник белого движения.

баронский род
- Пален, Иван Алексеевич (1740—1817) — действительный статский советник, полковник, брат Петра Алексеевича Палена.
  - Пален, Матвей Иванович («Пален 3-й»; 1779—1863) — генерал-майор кавалерии, участник Отечественной войны 1812 г.

- Пален, Эммануил Анатольевич (1882—1952) — астроном.

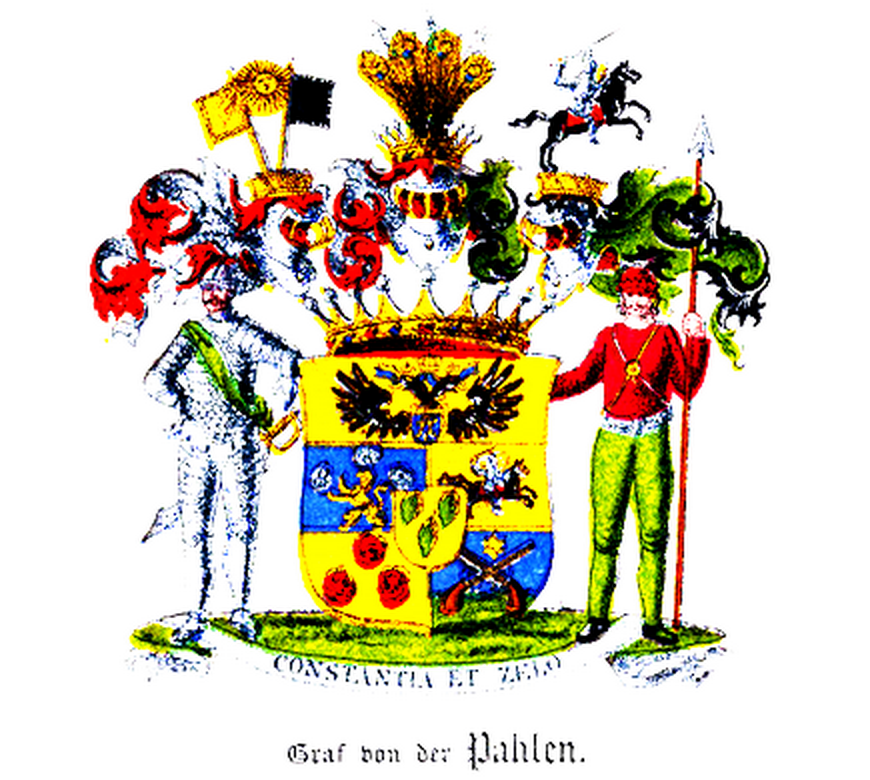
Общий гербовник, IV, 20

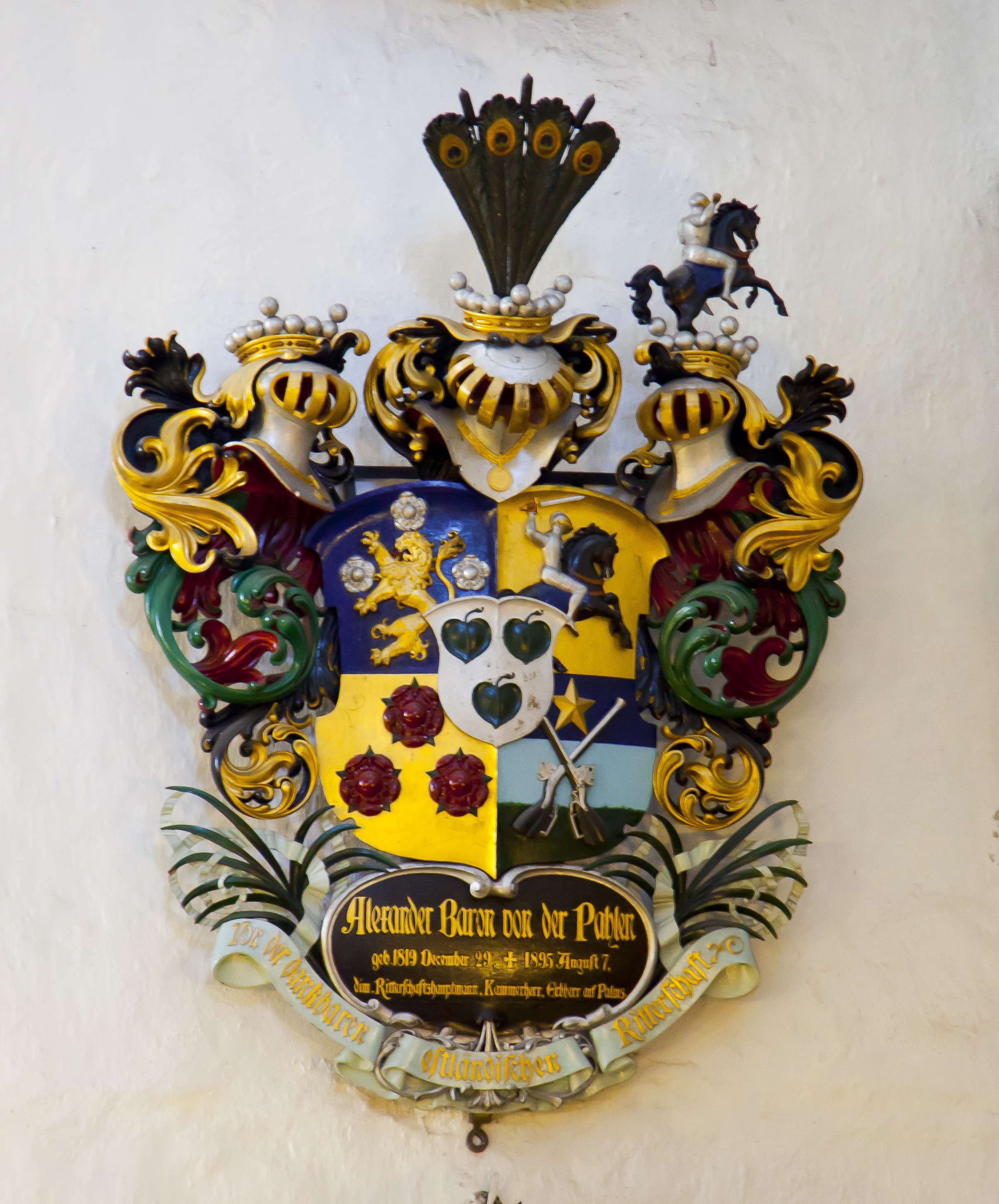
Герб барона Палена в Домской церкви Таллина

Щит разделен на две части. В верхней (меньшей) в золотом поле изображен вылетающий государственный российский двуглавый орел, на груди которого в щитке, имеющем голубое поле, вензелевая буква П с цифрою I. В нижней части щита повторен баронский герб фамилии фон-дер-Пален, который представляет щит, разделенный крестообразно на четыре части, а в средине креста ещё малый щиток с изображением древней эмблемы этого рода: в золотом поле три зеленые листа, сложенные в форме треугольника.
Части главного щита, первая и четвёртая, имеют голубое поле, а вторая и третья — золотое. На полях этих изображены: в первой части золотой лев, окруженный четырьмя серебряными розами; во второй — всадник на вороной лошади, в латах, скачущий в левую сторону, с поднятым мечом в правой руке и золотым щитом в левой. В третьей части большого гербового щита изображены три розы, образующие треугольник, и в четвёртой, последней — поставленные крестообразно на зелёной траве два серебряных ружья и над ними золотая шестиугольная звезда.
Гербовый щит осеняют три дворянские шлема, 2 боковые с баронскими коронами. Над первым шлемом с правой стороны изображено сияющее солнце между двумя серебряными знаменами; над левым шлемом — скачущий всадник, а над средним — три громовые стрелы между четырьмя павлиньими перьями. Над щитом и средним шлемом — по графской короне. Намет справа красный с серебряною подложкой, а слева зелёный, подложенный чёрным. Щит держат: справa стоящий рыцарь в латах с малиновой перевязью через плечо; слева же — казак с пикой. Девиз: «Constantia et zelo» (Постоянство и ревность).